# پنینسولا پاریس
پنینسولا پاریس (فرانسوی: The Peninsula Paris‎) (سابقاً اوتل ماژستیک (به فرانسوی: Hotel Majestic)) هتلی لوکس در خیابان کله‌بر در منطقه ۱۶ پاریس فرانسه است. این بنا نخست در ۱۸۶۸ برای ملکه تبعیدی ایزابلای دوم اسپانیا ساخته شد. پس از مرگ ایزابلا در ۱۹۰۴، لئونارد تائوبر بنا را خرید. در ۱۹۰۸ با عنوان اوتل ماژستیک و به‌شکل هتلی مجلل و باشکوه افتتاح شد. در دوران جنگ جهانی اول به بیمارستانی موقت برای سربازان زخمی استفاده شد و کارکنان آن عمدتاً اشراف‌زادگان بریتانیایی بودند. در ۱۹۳۶ دولت فرانسه این بنا را خریداری کرد. با اشغال فرانسه توسط آلمان نازی در جنگ جهانی دوم، این ساختمان به مقر فرمانده‌های ارتش نازی بدل شد و نقشی مهم در عملیات‌ها علیه یهودیان پاریسی و همچنین کودتای ۲۰ ژوئیه علیه هیتلر داشت. پس از جنگ و در سال ۱۹۴۶ این بنا اولین مقر یونسکو بود و بعدها به مرکز کنفرانسی برای وزارت امور خارجه فرانسه تبدیل گشت. در ۱۹۶۰ سازمان همکاری و توسعه اقتصادی در این بنا افتتاح شد و در ۲۷ ژانویه ۱۹۷۳ این بنا میزبان پیمان صلح پاریس بود که به جنگ ویتنام و آمریکا پایان می‌داد. در ۲۳ اکتبر ۱۹۹۱ هم پیمان صلح پاریس ۱۹۹۱ که به جنگ ویتنام و کامبوج و جنگ داخلی خمر سرخ پایان می‌داد در این بنا برگزار شد. دولت فرانسه در سال ۲۰۰۸ بنا را به شرکتی قطری فروخت، و در سال ۲۰۱۴ این بنا پس از فرایند بازسازی طولانی و پرهزینه با نام پنینسولا پاریس دوباره به‌عنوان هتل افتتاح شد.
این هتل دارای ۲۰۰ اتاق مجلل شامل ۳۴ سوئیت است.